# Список астероїдів (6401—6500)
| Назва                                  | Тимчасове позначення | Дата відкриття    | Місце відкриття                              | Відкривач                                              |
| -------------------------------------- | -------------------- | ----------------- | -------------------------------------------- | ------------------------------------------------------ |
| 6401 Рентген (Roentgen)                | 1991 GB2             | 15 квітня 1991    | Паломарська обсерваторія                     | Керолін Шумейкер, Юджин Шумейкер, Девід Леві           |
| 6402 Гольштейн (Holstein)              | 1991 GQ10            | 9 квітня 1991     | Обсерваторія Карла Шварцшильда               | Ф. Бернґен                                             |
| 6403 Стіверін (Steverin)               | 1991 NU              | 8 липня 1991      | Паломарська обсерваторія                     | Е. Гелін                                               |
| 6404 Ванавара (Vanavara)               | 1991 PS6             | 6 серпня 1991     | Обсерваторія Ла-Сілья                        | Ерік Вальтер Ельст                                     |
| 6405 Коміяма (Komiyama)                | 1992 HJ              | 30 квітня 1992    | Обсерваторія Яцуґатаке-Кобутізава            | Йошіо Кушіда, Осаму Мурамацу                           |
| (6406) 1992 MJ                         | 1992 MJ              | 28 червня 1992    | Паломарська обсерваторія                     | Генрі Гольт                                            |
| (6407) 1992 PF2                        | 1992 PF2             | 2 серпня 1992     | Паломарська обсерваторія                     | Генрі Гольт                                            |
| 6408 Сайдзьо (Saijo)                   | 1992 UT5             | 28 жовтня 1992    | Обсерваторія Кітамі                          | Кін Ендате, Кадзуро Ватанабе                           |
| (6409) 1992 VC                         | 1992 VC              | 2 листопада 1992  | Обсерваторія Уенохара                        | Нобухіро Кавасато                                      |
| 6410 Фудзівара (Fujiwara)              | 1992 WO4             | 29 листопада 1992 | Обсерваторія Кійосато                        | Сатору Отомо                                           |
| 6411 Tamaga                            | 1993 TA              | 8 жовтня 1993     | Обсерваторія Сайдинг-Спрінг                  | Роберт Макнот                                          |
| 6412 Кайфу (Kaifu)                     | 1993 TL2             | 15 жовтня 1993    | Обсерваторія Кітамі                          | Кін Ендате, Кадзуро Ватанабе                           |
| 6413 Іє (Iye)                          | 1993 TJ3             | 15 жовтня 1993    | Обсерваторія Кітамі                          | Кін Ендате, Кадзуро Ватанабе                           |
| 6414 Мізунума (Mizunuma)               | 1993 UX              | 24 жовтня 1993    | Обсерваторія Оїдзумі                         | Такао Кобаяші                                          |
| (6415) 1993 VR3                        | 1993 VR3             | 11 листопада 1993 | Обсерваторія Кушіро                          | Сейджі Уеда, Хіроші Канеда                             |
| 6416 Нюкасаяма (Nyukasayama)           | 1993 VY3             | 14 листопада 1993 | Нюкаса                                       | Масанорі Хірасава, Шохеї Судзукі                       |
| 6417 Лібераті (Liberati)               | 1993 XA              | 4 грудня 1993     | Обсерваторія Санта-Лючія Стронконе           | Антоніо Ваньоцці                                       |
| 6418 Ханаміґахара (Hanamigahara)       | 1993 XJ              | 8 грудня 1993     | Обсерваторія Оїдзумі                         | Такао Кобаяші                                          |
| 6419 Сусоно (Susono)                   | 1993 XX              | 7 грудня 1993     | Сусоно                                       | Макіо Акіяма, Тошімата Фурута                          |
| 6420 Ріхейдзяя (Riheijyaya)            | 1993 XG1             | 14 грудня 1993    | Обсерваторія Оїдзумі                         | Такао Кобаяші                                          |
| (6421) 1993 XS1                        | 1993 XS1             | 6 грудня 1993     | Обсерваторія Кушіро                          | Сейджі Уеда, Хіроші Канеда                             |
| 6422 Акаґі (Akagi)                     | 1994 CD1             | 7 лютого 1994     | Обсерваторія Оїдзумі                         | Такао Кобаяші                                          |
| 6423 Харунасан (Harunasan)             | 1994 CP2             | 13 лютого 1994    | Обсерваторія Оїдзумі                         | Такао Кобаяші                                          |
| 6424 Андо (Ando)                       | 1994 EN3             | 14 березня 1994   | Обсерваторія Кітамі                          | Кін Ендате, Кадзуро Ватанабе                           |
| (6425) 1994 WZ3                        | 1994 WZ3             | 28 листопада 1994 | Обсерваторія Кушіро                          | Сейджі Уеда, Хіроші Канеда                             |
| 6426 Ванисек (Vanysek)                 | 1995 ED              | 2 березня 1995    | Обсерваторія Клеть                           | Мілош Тіхі                                             |
| (6427) 1995 FY                         | 1995 FY              | 28 березня 1995   | Обсерваторія Кушіро                          | Сейджі Уеда, Хіроші Канеда                             |
| 6428 Барлах (Barlach)                  | 3513 P-L             | 17 жовтня 1960    | Паломарська обсерваторія                     | К. Й. ван Гаутен, І. ван Гаутен-Ґроневельд, Т. Герельс |
| 6429 Бранкузі (Brancusi)               | 4050 T-1             | 26 березня 1971   | Паломарська обсерваторія                     | К. Й. ван Гаутен, І. ван Гаутен-Ґроневельд, Т. Герельс |
| (6430) 1964 UP                         | 1964 UP              | 30 жовтня 1964    | Обсерваторія Цзицзіньшань                    | Обсерваторія Червона Гора                              |
| (6431) 1967 UT                         | 1967 UT              | 30 жовтня 1967    | Гамбурзька обсерваторія                      | Любош Когоутек                                         |
| 6432 Темірканов (Temirkanov)           | 1975 TR2             | 3 жовтня 1975     | КрАО                                         | Черних Людмила Іванівна                                |
| 6433 Enya                              | 1978 WC              | 18 листопада 1978 | Обсерваторія Клеть                           | Антонін Мркос                                          |
| 6434 Джуїтт (Jewitt)                   | 1981 OH              | 26 липня 1981     | Станція Андерсон-Меса                        | Едвард Бовелл                                          |
| 6435 Дейвросс (Daveross)               | 1984 DA              | 24 лютого 1984    | Паломарська обсерваторія                     | Е. Гелін, Рой Данбер                                   |
| 6436 Коко (Coco)                       | 1985 JX1             | 13 травня 1985    | Паломарська обсерваторія                     | Керолін Шумейкер, Юджин Шумейкер                       |
| 6437 Строганов (Stroganov)             | 1987 QS7             | 28 серпня 1987    | Обсерваторія Ла-Сілья                        | Ерік Вальтер Ельст                                     |
| 6438 Суарес (Suarez)                   | 1988 BS3             | 18 січня 1988     | Обсерваторія Ла-Сілья                        | Анрі Дебеонь                                           |
| 6439 Тироль (Tirol)                    | 1988 CV              | 13 лютого 1988    | Обсерваторія Карла Шварцшильда               | Ф. Бернґен                                             |
| 6440 Ransome                           | 1988 RA2             | 8 вересня 1988    | Обсерваторія Клеть                           | Антонін Мркос                                          |
| 6441 Міленаєсенська (Milenajesenska)   | 1988 RR2             | 9 вересня 1988    | Обсерваторія Клеть                           | Антонін Мркос                                          |
| 6442 Зальцбург (Salzburg)              | 1988 RU3             | 8 вересня 1988    | Обсерваторія Карла Шварцшильда               | Ф. Бернґен                                             |
| (6443) 1988 RH12                       | 1988 RH12            | 14 вересня 1988   | Обсерваторія Серро Тололо                    | Ш. Дж. Бас                                             |
| (6444) 1989 WW                         | 1989 WW              | 20 листопада 1989 | Тойота                                       | Кендзо Судзукі, Такеші Урата                           |
| 6445 Беллмор (Bellmore)                | 1990 FS1             | 23 березня 1990   | Паломарська обсерваторія                     | Е. Гелін                                               |
| 6446 Lomberg                           | 1990 QL              | 18 серпня 1990    | Паломарська обсерваторія                     | Е. Гелін                                               |
| 6447 Террікоул (Terrycole)             | 1990 TO1             | 14 жовтня 1990    | Паломарська обсерваторія                     | Е. Гелін                                               |
| (6448) 1991 CW                         | 1991 CW              | 8 лютого 1991     | Тойота                                       | Кендзо Судзукі, Такеші Урата                           |
| 6449 Кудара (Kudara)                   | 1991 CL1             | 7 лютого 1991     | Обсерваторія Ґейсей                          | Тсутому Секі                                           |
| 6450 Масахікохаясі (Masahikohayashi)   | 1991 GV1             | 9 квітня 1991     | Паломарська обсерваторія                     | Е. Гелін                                               |
| 6451 Кьорнтен (Karnten)                | 1991 GP10            | 9 квітня 1991     | Обсерваторія Карла Шварцшильда               | Ф. Бернґен                                             |
| 6452 Джонойллер (Johneuller)           | 1991 HA              | 17 квітня 1991    | Туманне Дно                                  | Томас Балонек                                          |
| (6453) 1991 NY                         | 1991 NY              | 13 липня 1991     | Паломарська обсерваторія                     | Генрі Гольт                                            |
| (6454) 1991 UG1                        | 1991 UG1             | 29 жовтня 1991    | Обсерваторія Сайдинг-Спрінг                  | Роберт Макнот                                          |
| (6455) 1992 HE                         | 1992 HE              | 25 квітня 1992    | Обсерваторія Сайдинг-Спрінг                  | Роберт Макнот                                          |
| 6456 Golombek                          | 1992 OM              | 27 липня 1992     | Паломарська обсерваторія                     | Е. Гелін, Кеннет Лоренс                                |
| 6457 Кремсмюнстер (Kremsmunster)       | 1992 RT              | 2 вересня 1992    | Обсерваторія Карла Шварцшильда               | Лутц Шмадель, Ф. Бернґен                               |
| 6458 Нода (Nouda)                      | 1992 TD1             | 2 жовтня 1992     | Обсерваторія Ґейсей                          | Тсутому Секі                                           |
| 6459 Хідесан (Hidesan)                 | 1992 UY5             | 28 жовтня 1992    | Обсерваторія Кітамі                          | Кін Ендате, Кадзуро Ватанабе                           |
| 6460 Бассано (Bassano)                 | 1992 UK6             | 26 жовтня 1992    | Обсерваторія Бассано-Брешіано                | У. Квадрі, Л. Страбла                                  |
| (6461) 1993 VB5                        | 1993 VB5             | 4 листопада 1993  | Обсерваторія Сайдинг-Спрінг                  | Роберт Макнот                                          |
| 6462 Мьоґі (Myougi)                    | 1994 AF2             | 9 січня 1994      | Обсерваторія Оїдзумі                         | Такао Кобаяші                                          |
| 6463 Ісода (Isoda)                     | 1994 AG3             | 13 січня 1994     | Обсерваторія Кітамі                          | Кін Ендате, Кадзуро Ватанабе                           |
| 6464 Кабуракі (Kaburaki)               | 1994 CK              | 1 лютого 1994     | Обсерваторія Яцуґатаке-Кобутізава            | Йошіо Кушіда, Осаму Мурамацу                           |
| 6465 Звєздочет (Zvezdotchet)           | 1995 EP              | 3 березня 1995    | Станція Зеленчуцька обсерваторії Енгельгарта | Т. Крячко                                              |
| (6466) 1979 MU8                        | 1979 MU8             | 25 червня 1979    | Обсерваторія Сайдинг-Спрінг                  | Е. Гелін, Ш. Дж. Бас                                   |
| 6467 Прілепіна (Prilepina)             | 1979 TS2             | 14 жовтня 1979    | КрАО                                         | Черних Микола Степанович                               |
| 6468 Вельценбах (Welzenbach)           | 1981 ED19            | 2 березня 1981    | Обсерваторія Сайдинг-Спрінг                  | Ш. Дж. Бас                                             |
| 6469 Армстронг (Armstrong)             | 1982 PC              | 14 серпня 1982    | Обсерваторія Клеть                           | Антонін Мркос                                          |
| 6470 Олдрін (Aldrin)                   | 1982 RO1             | 14 вересня 1982   | Обсерваторія Клеть                           | Антонін Мркос                                          |
| 6471 Коллінс (Collins)                 | 1983 EB1             | 4 березня 1983    | Обсерваторія Клеть                           | Антонін Мркос                                          |
| 6472 Розема (Rosema)                   | 1985 TL              | 15 жовтня 1985    | Станція Андерсон-Меса                        | Едвард Бовелл                                          |
| 6473 Вінклер (Winkler)                 | 1986 GM              | 9 квітня 1986     | Станція Андерсон-Меса                        | Едвард Бовелл                                          |
| 6474 Чоате (Choate)                    | 1987 SG1             | 21 вересня 1987   | Станція Андерсон-Меса                        | Едвард Бовелл                                          |
| 6475 Рефуджум (Refugium)               | 1987 SZ6             | 29 вересня 1987   | Ціммервальдська обсерваторія                 | Пауль Вільд                                            |
| (6476) 1987 VT                         | 1987 VT              | 15 листопада 1987 | Обсерваторія Клеть                           | Зденька Ваврова                                        |
| (6477) 1988 AE5                        | 1988 AE5             | 14 січня 1988     | Обсерваторія Ла-Сілья                        | Анрі Дебеонь                                           |
| 6478 Ґолт (Gault)                      | 1988 JC1             | 12 травня 1988    | Паломарська обсерваторія                     | Керолін Шумейкер, Юджин Шумейкер                       |
| 6479 Леоконнолі (Leoconnolly)          | 1988 LC              | 15 червня 1988    | Паломарська обсерваторія                     | Е. Гелін                                               |
| 6480 Скарлатті (Scarlatti)             | 1988 PM1             | 12 серпня 1988    | Обсерваторія Верхнього Провансу              | Ерік Вальтер Ельст                                     |
| 6481 Тенцінґ (Tenzing)                 | 1988 RH2             | 9 вересня 1988    | Обсерваторія Клеть                           | Антонін Мркос                                          |
| 6482 Штирія (Steiermark)               | 1989 AF7             | 10 січня 1989     | Обсерваторія Карла Шварцшильда               | Ф. Бернґен                                             |
| 6483 Ніколайвасильєв (Nikolajvasilʹev) | 1990 EO4             | 2 березня 1990    | Обсерваторія Ла-Сілья                        | Ерік Вальтер Ельст                                     |
| 6484 Бартгіббс (Barthibbs)             | 1990 FT1             | 23 березня 1990   | Паломарська обсерваторія                     | Е. Гелін                                               |
| 6485 Wendeesther                       | 1990 UR1             | 25 жовтня 1990    | Паломарська обсерваторія                     | Керолін Шумейкер, Юджин Шумейкер, Девід Леві           |
| (6486) 1991 FO                         | 1991 FO              | 17 березня 1991   | Паломарська обсерваторія                     | Е. Гелін                                               |
| 6487 Tonyspear                         | 1991 GA1             | 8 квітня 1991     | Паломарська обсерваторія                     | Е. Гелін                                               |
| 6488 Дребах (Drebach)                  | 1991 GU9             | 10 квітня 1991    | Обсерваторія Карла Шварцшильда               | Ф. Бернґен                                             |
| 6489 Golevka                           | 1991 JX              | 10 травня 1991    | Паломарська обсерваторія                     | Е. Гелін                                               |
| (6490) 1991 NR2                        | 1991 NR2             | 12 липня 1991     | Паломарська обсерваторія                     | Генрі Гольт                                            |
| (6491) 1991 OA                         | 1991 OA              | 16 липня 1991     | Паломарська обсерваторія                     | Генрі Гольт                                            |
| (6492) 1991 OH1                        | 1991 OH1             | 18 липня 1991     | Обсерваторія Ла-Сілья                        | Анрі Дебеонь                                           |
| 6493 Кетібеннетт (Cathybennett)        | 1992 CA              | 2 лютого 1992     | Паломарська обсерваторія                     | Е. Гелін                                               |
| (6494) 1992 NM                         | 1992 NM              | 8 липня 1992      | Обсерваторія Кійосато                        | Сатору Отомо                                           |
| (6495) 1992 UB1                        | 1992 UB1             | 19 жовтня 1992    | Обсерваторія Кушіро                          | Сейджі Уеда, Хіроші Канеда                             |
| 6496 Казуко (Kazuko)                   | 1992 UG2             | 19 жовтня 1992    | Обсерваторія Кітамі                          | Кін Ендате, Кадзуро Ватанабе                           |
| 6497 Ямасакі (Yamasaki)                | 1992 UR3             | 27 жовтня 1992    | Обсерваторія Ґейсей                          | Тсутому Секі                                           |
| 6498 Коу (Ko)                          | 1992 UJ4             | 26 жовтня 1992    | Обсерваторія Кітамі                          | Кін Ендате, Кадзуро Ватанабе                           |
| 6499 Мікіко (Michiko)                  | 1992 UV6             | 27 жовтня 1992    | Нюкаса                                       | Масанорі Хірасава, Шохеї Судзукі                       |
| 6500 Kodaira                           | 1993 ET              | 15 березня 1993   | Обсерваторія Кітамі                          | Кін Ендате, Кадзуро Ватанабе                           |

| Астероїди 1—10000 → |           |           |           |           |           |           |           |           |            |
| 1—100               | 1001—1100 | 2001—2100 | 3001—3100 | 4001—4100 | 5001—5100 | 6001—6100 | 7001—7100 | 8001—8100 | 9001—9100  |
| 101—200             | 1101—1200 | 2101—2200 | 3101—3200 | 4101—4200 | 5101—5200 | 6101—6200 | 7101—7200 | 8101—8200 | 9101—9200  |
| 201—300             | 1201—1300 | 2201—2300 | 3201—3300 | 4201—4300 | 5201—5300 | 6201—6300 | 7201—7300 | 8201—8300 | 9201—9300  |
| 301—400             | 1301—1400 | 2301—2400 | 3301—3400 | 4301—4400 | 5301—5400 | 6301—6400 | 7301—7400 | 8301—8400 | 9301—9400  |
| 401—500             | 1401—1500 | 2401—2500 | 3401—3500 | 4401—4500 | 5401—5500 | 6401—6500 | 7401—7500 | 8401—8500 | 9401—9500  |
| 501—600             | 1501—1600 | 2501—2600 | 3501—3600 | 4501—4600 | 5501—5600 | 6501—6600 | 7501—7600 | 8501—8600 | 9501—9600  |
| 601—700             | 1601—1700 | 2601—2700 | 3601—3700 | 4601—4700 | 5601—5700 | 6601—6700 | 7601—7700 | 8601—8700 | 9601—9700  |
| 701—800             | 1701—1800 | 2701—2800 | 3701—3800 | 4701—4800 | 5701—5800 | 6701—6800 | 7701—7800 | 8701—8800 | 9701—9800  |
| 801—900             | 1801—1900 | 2801—2900 | 3801—3900 | 4801—4900 | 5801—5900 | 6801—6900 | 7801—7900 | 8801—8900 | 9801—9900  |
| 901—1000            | 1901—2000 | 2901—3000 | 3901—4000 | 4901—5000 | 5901—6000 | 6901—7000 | 7901—8000 | 8901—9000 | 9901—10000 |